# Villa Palmeras (Santurce)
|                                                  |                                                         |
| Coordenadas                                      | 18°26′44″N 66°2′58″O / 18.44556, -66.04944              |
| Entidad • País • Territorio • Municipio • Barrio | Sub-barrio Estados Unidos Puerto Rico San Juan Santurce |
| Superficie                                       | 0,16 km² (0,06 mi²)                                     |
| Población • Densidad poblacional                 | 2.648 (2000) 16.206,7 km² (41.975,2 mi²)                |

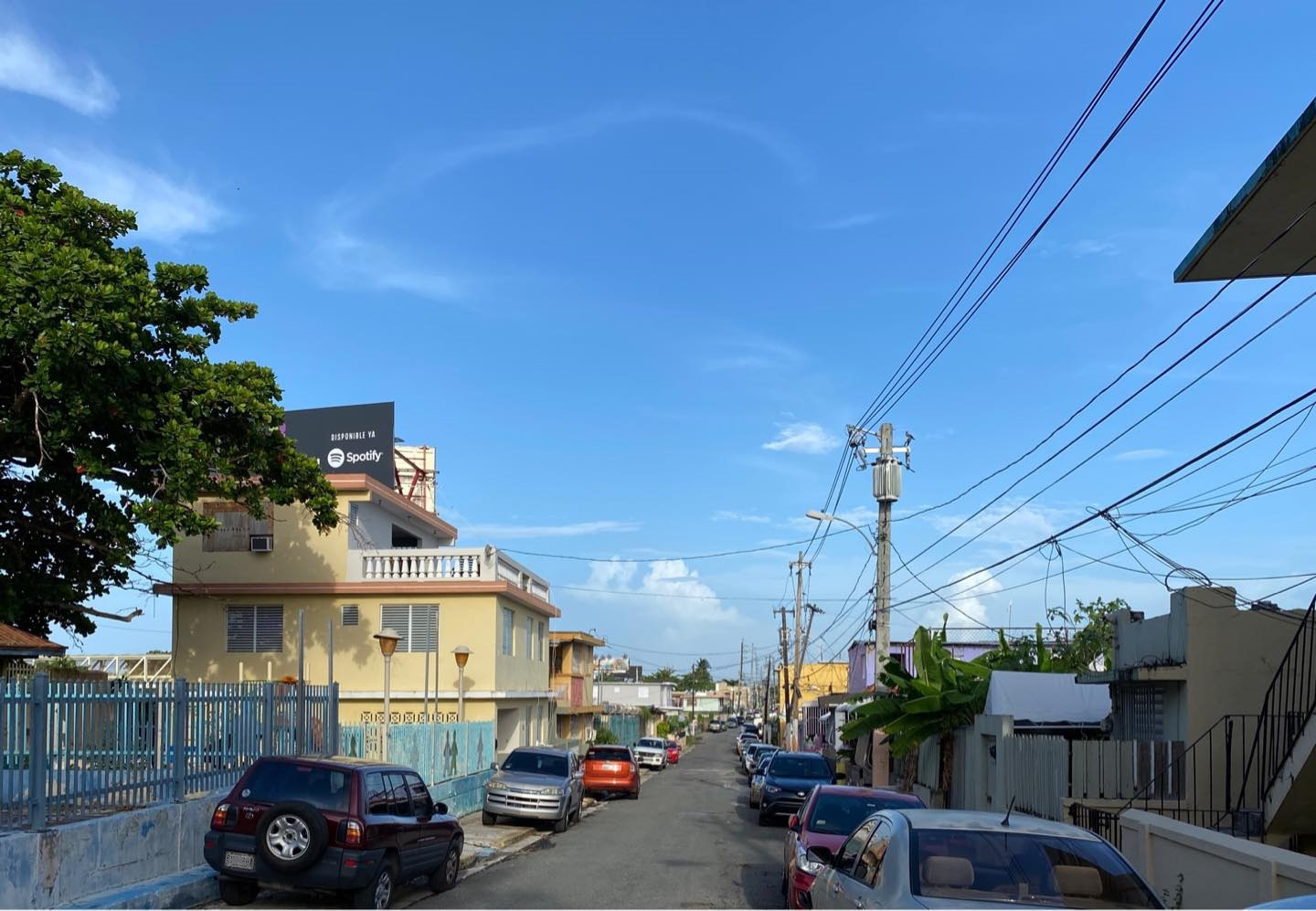
Una calle de Villa Palmeras.

Villa Palmeras es uno de los cuarenta “sub-barrios” del barrio Santurce en el municipio de San Juan, Puerto Rico. De acuerdo al censo del año 2000, este sector contaba con 2.648 habitantes y una superficie de 0,16 km².